# Ian Kirkpatrick
(Ian Kirkpatrick)
Ian Andrew Kirkpatrick (Gisborne, 24 maggio 1946) è un ex rugbista a 15 neozelandese, terza linea, internazionale dal 1967 al 1977 per gli All Blacks, dei quali fu capitano in 9 test match.

## Biografia
Nativo di Gisborne, ne rappresentò rugbisticamente la provincia (Poverty Bay) nel 1966.
Terza linea di grande stazza (190 cm d'altezza), Kirkpatrick fu a lungo l'avanti con il maggior numero di mete in Nazionale neozelandese (16); tale singolare record fu superato in seguito solo da Zinzan Brooke con 17 e più recentemente da Richie McCaw con 19; a differenza di questi ultimi, tuttavia, Kirkpatrick realizzò le sue 16 mete solo contro Nazionali di primo livello (tutte quelle dell'allora Cinque Nazioni tranne la Scozia più Australia, Sudafrica e i British Lions).
Disputò il suo primo incontro con gli All Blacks il 18 ottobre 1967 a Montréal contro una selezione del Canada Occidentale, e un mese più tardi, al Parco dei Principi di Parigi, disputò contro la Francia (vittoria 21-15) il primo dei suoi 39 test match, realizzando anche una meta.